# Hobart Bosworth
Pour les articles homonymes, voir Bosworth.
Hobart Bosworth est un acteur, réalisateur, scénariste et producteur américain, né le 11 août 1867 à Marietta (Ohio), mort le 30 décembre 1943 à Glendale (Californie) d'une pneumonie.

## Biographie
Fils d'un capitaine, Hobart Bosworth prend la mer à l'âge de douze ans. En escale à San Francisco en 1885, il rejoint la compagnie théâtrale de McKee Rankin.
En 1906, Bosworth est directeur du Belasco Theatre à Los Angeles. En 1909, atteint de tuberculose, il quitte le Belasco pour la Californie, en contrat avec la Selig Polyscope Company. En 1913, il crée la Bosworth Inc., pour produire des longs métrages adaptés des œuvres de Jack London.

## Filmographie

### Comme acteur
- 1908 : The Count of Monte Cristo de  Francis Boggs et Thomas Persons
- 1908 : Rip Van Winkle d'Otis Turner
- 1908 : Damon and Pythias d'Otis Turner
- 1908 : The Spirit of '76 de Francis Boggs
- 1908 : On Thanksgiving Day de Francis Boggs
- 1909 : The Tenderfoot de Francis Boggs
- 1909 : Boots and Saddles de Francis Boggs
- 1909 : In the Badlands de Francis Boggs
- 1909 : Fighting Bob de Francis Boggs
- 1909 : In the Sultan's Power de Francis Boggs
- 1909 : The Leopard Queen de Francis Boggs
- 1909 : The Stampede de Francis Boggs
- 1909 : Briton and Boer de Francis Boggs
- 1909 : Up San Juan Hill de Francis Boggs
- 1909 : On the Border de Francis Boggs
- 1909 : On the Little Big Horn or Custer's Last Stand de Francis Boggs
- 1909 : Pine Ridge Feud de Francis Boggs
- 1909 : The Christian Martyrs d'Otis Turner
- 1910 : The Courtship of Miles Standish d'Otis Turner
- 1910 : The Roman de Francis Boggs
- 1910 : Across the Plains de Francis Boggs
- 1910 : Le Magicien d'Oz (The Wonderful Wizard of Oz) d'Otis Turner : le magicien d'Oz / le roi
- 1910 : The Common Enemy d'Otis Turner
- 1910 : Davy Crockett de Francis Boggs
- 1910 : In the Great Northwest de Francis Boggs
- 1910 : The Barge Man of Old Holland (it)
- 1910 : The Long Trail de Francis Boggs
- 1910 : The Sheriff (it) de Francis Boggs
- 1910 : A Tale of the Sea (en) de Francis Boggs
- 1910 : Justinian and Theodora d'Otis Turner
- 1911 : The Other Fellow (en)
- 1911 : An Englishman's Honor (it) de Francis Boggs
- 1911 : The Spy d'Otis Turner
- 1911 : The Little Circus Rider (it)
- 1911 : The Buccaneers
- 1911 : The Padre (it)
- 1911 : The Eye of Conscience (it)
- 1911 : The Code of Honor (it)
- 1911 : Unto Us a Child Is Born (it)
- 1911 : Stability vs. Nobility
- 1911 : One of Nature's Noblemen
- 1911 : The Novice
- 1911 : Range Pals : Steve Murdock
- 1911 : A Sacrifice to Civilization
- 1911 : The New Faith (it) : Caius Valerius
- 1911 : The White Medicine Man : Sitting Horse
- 1911 : It Happened in the West
- 1911 : The Profligate
- 1911 : The Sheriff of Tuolomne
- 1911 : The Knight Errant
- 1911 : In the Shadow of the Pines
- 1911 : The Totem Mark : Lotokah
- 1911 : The Voyager: A Tale of Old Canada (it)
- 1911 : McKee Rankin's '49'
- 1911 : A Cup of Cold Water (it)
- 1911 : John Oakhurst, Gambler (it)
- 1911 : An Indian Vestal
- 1911 : How They Stopped the Run on the Bank
- 1911 : Coals of Fire (it) : Bill Ewing
- 1911 : A Painter's Idyl
- 1911 : Little Injin
- 1911 : In the Days of Gold : Dick Harding
- 1911 : The Convent of San Clemente
- 1911 : Blackbeard
- 1911 : The Right Name, But the Wrong Man
- 1911 : A Frontier Girl's Courage : Jim
- 1911 : The Schoolmaster of Mariposa
- 1911 : In Old California When the Gringos Came
- 1911 : The Maid at the Helm
- 1911 : The Chief's Daughter
- 1911 : George Warrington's Escape : George Warrington
- 1911 : Evangeline
- 1911 : Brown of Harvard
- 1911 : A Modern Rip
- 1911 : A Counterfeit Santa Claus
- 1912 : Arthur Preston Hankins
- 1912 : The Mate of the Alden Bessie
- 1912 : Charlot fait la noce (A Night Out)
- 1912 : Merely a Millionaire (it) : le vagabond et le millionnaire
- 1912 : The Test
- 1912 : Bunkie
- 1912 : Disillusioned
- 1912 : The Danites
- 1912 : As Told by Princess Bess
- 1912 : The Shrinking Rawhide
- 1912 : A Crucial Test
- 1912 : The Girl of the Lighthouse
- 1912 : The Junior Officer
- 1912 : The Hobo
- 1912 : Tenderfoot Bob's Regeneration
- 1912 : Darkfeather's Strategy : Rain Cloud
- 1912 : The End of the Romance : John Strong
- 1912 : The Hand of Fate
- 1912 : The Price He Paid
- 1912 : The Coming of Columbus
- 1912 : The Love of an Island Maid
- 1912 : Rivals : Bill
- 1912 : A Child of the Wilderness
- 1912 : A Reconstructed Rebel
- 1912 : The Vision Beautiful
- 1912 : The Professor's Wooing
- 1912 : The Polo Substitute : Probyn
- 1912 : The Miller of Burgundy
- 1912 : A Messenger to Kearney
- 1912 : In the Tents of the Asra
- 1912 : Land Sharks vs. Sea Dogs
- 1912 : The Trade Gun Bullet
- 1912 : The Pirate's Daughter
- 1912 : Getting Atmosphere
- 1912 : Monte Cristo : Edmond Dantès
- 1912 : The Fisherboy's Faith
- 1912 : The Legend of the Lost Arrow
- 1912 : Atala
- 1912 : Miss Aubry's Love Affair
- 1912 : The Vintage of Fate
- 1912 : The Girl of the Mountains
- 1912 : Harbor Island : Hardin Cole
- 1913 : The Love of Penelope
- 1913 : Altar of the Aztecs
- 1913 : Greater Wealth
- 1913 : A Plain Girl's Love
- 1913 : The Artist and the Brute
- 1913 : Pierre of the North
- 1913 : Yankee Doodle Dixie
- 1913 : A Wise Old Elephant
- 1913 : Alas! Poor Yorick!
- 1913 : Seeds of Silver
- 1913 : Her Guardian
- 1913 : In the Days of Witchcraft
- 1913 : Buck Richard's Bride : Buck Richard
- 1913 : The Girl and the Judge : le Juge
- 1913 : The Beaded Buckskin Bag
- 1913 : Songs of Truce
- 1913 : In God We Trust
- 1913 : The Unseen Defense
- 1913 : Fate Fashions a Letter
- 1913 : Man of the Woods
- 1913 : The Rancher's Failing
- 1913 : The Young Mrs. Eames : Bob Cary
- 1913 : As a Father Spareth His Son
- 1913 : In the Midst of the Jungle
- 1913 : The Sea Wolf : Wolf Larsen
- 1914 : The Traitor
- 1914 : Burning Daylight
- 1914 : The Valley of the Moon
- 1914 : John Barleycorn : Scratch Nelson
- 1914 : Martin Eden de lui-même
- 1914 : An Odyssey of the North : Naass
- 1914 : Burning Daylight: The Adventures of 'Burning Daylight' in Alaska : Elam Harnish, alias "Burning Daylight"
- 1914 : The Pursuit of the Phantom : Richard Alden
- 1914 : Burning Daylight: The Adventures of 'Burning Daylight' in Civilization : Elam Harnish, alias "Burning Daylight"
- 1914 : The Country Mouse : Billy Bladerson
- 1915 : Tainted Money
- 1915 : The Beachcomber : The sailor
- 1915 : Buckshot John : John Moran
- 1915 : Pretty Mrs. Smith
- 1915 : Help Wanted : Jerrold D. Scott
- 1915 : Little Sunset : Gus Bergstrom
- 1915 : The Scarlet Sin : Eric Norton
- 1915 : Nearly a Lady : le père de Frederica
- 1915 : A Little Brother of the Rich : Henry Leamington
- 1915 : Business Is Business : Christ
- 1915 : 'Twas Ever Thus : "Hard Muscle" / Colonel Warren / John Rogers
- 1915 : Fatherhood : Lon Gilchrist
- 1915 : Colorado : Thomas Doyle
- 1915 : The White Scar : Na-Ta-Wan-Gan
- 1916 : The Target : Big Bill Brent
- 1916 : The Yaqui : Tambor
- 1916 : Two Men of Sandy Bar : John Oakhurst
- 1916 : Doctor Neighbor : Docteur Neighbor
- 1916 : The Iron Hand : Tim Noland
- 1916 : The Way of the World : John Nevill
- 1916 : Oliver Twist : Bill Sykes
- 1917 : Jeanne d'Arc (Joan the woman) : La Hire
- 1917 : A Mormon Maid (en) de Robert Z. Leonard : John Hogue
- 1917 : Freckles : John McLean
- 1917 : Unconquered : Henry Jackson
- 1917 : The Inner Shrine : Derek Pruyn
- 1917 : What Money Can't Buy : Govrian Texler
- 1917 : La Petite Américaine (The Little American) : le Colonel allemand
- 1917 : Betrayed : Leopoldo Juares
- 1917 : Les Conquérants (The Woman God Forgot) : Hernan Cortez
- 1917 : The Devil-Stone : Robert Judson
- 1918 : The Border Legion : Jack Kells
- 1919 : Behind the Door : Oscar Krug
- 1920 : Below the Surface : Martin Flint
- 1920 : His Own Law : J.C. MacNeir
- 1920 : The Brute Master : Bucko McAllister
- 1920 : A Thousand to One : William Newlands
- 1921 : The Foolish Matrons : Docteur Ian Fraser
- 1921 : Le Pirate (The Cup of Life) de Rowland V. Lee : "Bully" Brand
- 1921 : Blind Hearts : Lars Larson
- 1921 : Les Chasseurs de baleines (The Sea Lion) de Rowland V. Lee : John Nelson
- 1922 : White Hands : Hurricane Hardy
- 1922 : The Strangers' Banquet : Shane Keogh
- 1923 : Man Alone : Ben Dixon
- 1923 : Vanity Fair : Marquis of Steyne
- 1923 : Little Church Around the Corner : Morton
- 1923 : Le Roman d'une reine (Rupert of Hentzau) de Victor Heerman : Colonel Sapt
- 1923 : Trois Femmes pour un mari (The Eternal Three)  de Marshall Neilan et Frank Urson
- 1923 : The Common Law : Henry Neville
- 1923 : The Eternal Three : Frank R. Walters
- 1923 : In the Palace of the King : Mendoza
- 1923 : La Bonne Étoile (The Man Life Passed By) de Victor Schertzinger : "Iron Man" Moore
- 1924 : Through the Dark : le gardien
- 1924 : Le Glaive de la loi (Name the Man) : Christian Stowell
- 1924 : Nellie, the Beautiful Cloak Model : Thomas Lipton / Robert Horton
- 1924 : The Woman on the Jury : Juge Davis
- 1924 : Captain January : Jeremiah Judkins
- 1924 : Bread : Corey
- 1924 : Hello, 'Frisco
- 1924 : The Silent Watcher : John Steele
- 1924 : Les Cœurs de chêne (Hearts of Oak) de John Ford : Terry Dunnivan
- 1924 : Sundown : John Brent
- 1925 : If I Marry Again : John Jordan
- 1925 : L'Heure du danger (My Son) d'Edwin Carewe : Shérif Ellery Parker
- 1925 : Chickie : Jonathan
- 1925 : L'Amazone (Zander the Great) de George W. Hill : le Shérif
- 1925 : The Half-Way Girl : John Guthrie
- 1925 : Winds of Chance : Sam Kirby
- 1925 : La Grande Parade (The Big Parade) : M. Apperson
- 1925 : Steel Preferred : James Creeth
- 1925 : The Golden Strain : Major Milton Mulford
- 1926 : The Far Cry : Julian Marsh
- 1926 : Le Neurasthénique (en) (The Nervous Wreck) de Scott Sidney : Jud Morgan
- 1926 : Spangles : "Big Bill" Bowman
- 1927 : Three Hours : Jonathan Durkin
- 1927 : Annie Laurie : le chef du clan MacDonald
- 1927 : Swope le cruel (The Blood Ship) de George B. Seitz : A. Newman
- 1927 : Le Perroquet chinois (The Chinese Parrot) de Paul Leni : P.J. Madden
- 1927 : My Best Girl : Robert E. Merrill
- 1928 : A Man of Peace
- 1928 : La Boule blanche (en) (The Smart Set) de Jack Conway : Durant
- 1928 : Freckles : McLean
- 1928 : After the Storm : Manin Dane
- 1928 : Hangman's House : Lord James O'Brien
- 1928 : Foraine (en) (Sawdust Paradise) de Luther Reed : Isaïe
- 1928 : Annapolis : le père
- 1928 : Intrigues (A Woman of Affairs) : Sir Morton Holderness
- 1929 : King of the Mountain
- 1929 : The Man Higher Up
- 1929 : L'Abîme (Eternal Love) d'Ernst Lubitsch : Révérend Tass
- 1929 : The Show of Shows
- 1929 : Le Général Crack (General Crack)  : Comte Hensdorff
- 1930 : Mammy : Meadows
- 1930 : The Devil's Holiday : Ezra Stone
- 1930 : The Office Wife : J.P. McGowan
- 1930 : Abraham Lincoln : Général Robert E. Lee
- 1930 : Hurricane : Hurricane Martin
- 1930 : Les Amours d'une courtisane (Du Barry, Woman of Passion) de Sam Taylor : Duc de Brissac
- 1930 : The Third Alarm : Capitaine
- 1930 : L'Amour en l'an 2000 (Just Imagine) : Z-4
- 1931 : Sit Tight : Walter Dunlap
- 1931 : Le Dirigeable (Dirigible) de Frank Capra : Louis Rondelle
- 1931 : Shipmates : Amiral Ben Corbin
- 1931 : Aimer, rire, pleurer (This Modern Age) : Robert Blake Sr.
- 1931 : La Courtisane (Susan Lenox (Her Fall and Rise)) : le père de Rodney (sur la photographie)
- 1931 : Fanny Foley Herself : Seely
- 1932 : La Forêt en fête (Carnival Boat) : Jim Gannon
- 1932 : The Miracle Man : le Patriarche
- 1932 : The County Fair : Colonel Ainsworth
- 1932 : Le Dernier des Mohicans (The Last of the Mohicans) : Chingachgook, le Sagamore
- 1932 : No Greater Love : le docteur
- 1932 : Folies olympiques (Million Dollar Legs) d'Edward F. Cline le starter
- 1932 : L'Express fantôme (The Phantom Express) d'Emory Johnson : Mr. Harrington
- 1933 : Grande Dame d'un jour (Lady for a Day) de Frank Capra : le Gouverneur
- 1934 : Whom the Gods Destroy (en) de Walter Lang : Alec Klein
- 1934 : Musique dans l'air (Music in the Air) : Cornelius
- 1935 : Keeper of the Bees (en) de Christy Cabanne : Michael
- 1935 : Together We Live : Colonel Dickenson
- 1935 : Les Croisades (The Crusades) : le duc Frederick
- 1935 : Steamboat Round the Bend : le Chapelain
- 1936 : The Dark Hour : Charles Carson
- 1936 : Wildcat Trooper : Dr. Martin
- 1936 : General Spanky : Colonel Blanchard
- 1937 : Portia on Trial : le Gouverneur
- 1938 : Wolves of the Sea : Capitaine Wolf Hansen
- 1938 : The Secret of Treasure Island : Dr. X
- 1938 : Rollin' Plains : John Moody
- 1938 : King of the Sierras (en) : Oncle Hank
- 1941 : Bullets for O'Hara (en) : Juge Southerland
- 1941 : One Foot in Heaven : Richard Hardy Case
- 1941 : Law of the Tropics (en) de Ray Enright : Frank Davis
- 1941 : La Charge fantastique (They Died with Their Boots On) de Raoul Walsh : Mr Cartwright
- 1942 : Wild Bill Hickok Rides (en)
- 1942 : Bullet Scars : Dr. Sidney Carter
- 1942 : I Was Framed : D.L. Wallace
- 1942 : Escape from Crime : le Chapelain
- 1942 : The Gay Sisters : le Clergyman au mariage
- 1942 : Sin Town (en) de Ray Enright : Humiston

### Comme réalisateur
- 1911 : The Other Fellow
- 1911 : Stability vs. Nobility
- 1911 : A Sacrifice to Civilization
- 1911 : The New Faith
- 1911 : It Happened in the West
- 1911 : In the Shadow of the Pines
- 1911 : The Voyager: A Tale of Old Canada
- 1911 : McKee Rankin's '49'
- 1911 : A Cup of Cold Water
- 1911 : John Oakhurst, Gambler
- 1911 : Saved from the Snow
- 1911 : An Indian Vestal
- 1911 : Coals of Fire
- 1911 : A Painter's Idyl
- 1911 : Little Injin
- 1911 : In the Days of Gold
- 1911 : The Bootlegger (coréalisateur : Francis Boggs)
- 1911 : The Convent of San Clemente
- 1911 : A Frontier Girl's Courage (coréalisateur : Frank Montgomery)
- 1911 : The Chief's Daughter
- 1911 : George Warrington's Escape
- 1911 : Evangeline
- 1911 : A Modern Rip
- 1912 : The Mate of the Alden Bessie
- 1912 : Charlot fait la noce (A Night Out)
- 1912 : Merely a Millionaire
- 1912 : Bunkie
- 1912 : Disillusioned
- 1912 : The Hobo
- 1912 : A Child of the Wilderness
- 1912 : In the Tents of the Asra
- 1912 : Land Sharks vs. Sea Dogs
- 1912 : The Trade Gun Bullet
- 1912 : The Substitute Model
- 1912 : The Pirate's Daughter
- 1912 : When Edith Played Judge and Jury
- 1912 : Getting Atmosphere
- 1912 : The Legend of the Lost Arrow
- 1912 : Atala
- 1912 : Miss Aubry's Love Affair
- 1913 : The Sea Wolf
- 1914 : The Chechako
- 1914 : Burning Daylight
- 1914 : The Valley of the Moon
- 1914 : John Barleycorn
- 1914 : Martin Eden
- 1914 : An Odyssey of the North
- 1914 : Burning Daylight: The Adventures of 'Burning Daylight' in Alaska
- 1914 : The Pursuit of the Phantom
- 1914 : Burning Daylight: The Adventures of 'Burning Daylight' in Civilization
- 1914 : The Country Mouse
- 1915 : Buckshot John
- 1915 : Pretty Mrs. Smith
- 1915 : Help Wanted
- 1915 : Nearly a Lady
- 1915 : Fatherhood
- 1915 : The White Scar

### Comme scénariste
- 1911 : The Totem Mark
- 1911 : The Voyager: A Tale of Old Canada
- 1911 : McKee Rankin's '49'
- 1911 : An Indian Vestal
- 1911 : Little Injin
- 1911 : Evangeline
- 1911 : A Modern Rip
- 1911 : In the Days of Gold
- 1911 : The Chief's Daughter
- 1912 : The Polo Substitute
- 1912 : The Pirate's Daughter
- 1912 : The Trade Gun Bullet
- 1912 : Disillusioned
- 1912 : The Substitute Model
- 1913 : The Sea Wolf
- 1913 : Buck Richard's Bride (+ histoire)
- 1914 : An Odyssey of the North
- 1914 : The Country Mouse

### Comme producteur
- 1912 : The Awakening
- 1913 : The Sea Wolf
- 1914 : Burning Daylight
- 1914 : John Barleycorn
- 1914 : Martin Eden
- 1914 : An Odyssey of the North
- 1914 : The Country Mouse
- 1915 : The Beachcomber
- 1915 : The White Scar
- 1921 : Blind Hearts
- 1921 : The Sea Lion